# Eugène de Sartiges
Étienne-Gilbert-Eugène de Sartiges (Gannat, 17 gennaio 1809 – Parigi, 5 ottobre 1892) è stato un diplomatico e scrittore francese. Scrisse uno dei primi resoconti di viaggio in America del Sud, da poco liberata dal dominio spagnolo, pubblicandolo qualche anno dopo sotto pseudonimo nella Revue des Deux Mondes. Nel ruolo di ambasciatore francese a Roma lavorò in seguito, tra il 1864 e il 1868, alla ricerca di una soluzione per la questione romana.

## Biografia
Figlio di Charles-Gabriel-Eugène, visconte di Sartiges, e di Françoise-Félicité de Barry, apparteneva ad un nobile casato dell'Alvernia; il padre era stato ufficiale della marina militare francese e, dopo le sue dimissioni, fu nominato nel 1807 sottoprefetto di Gannat e nel 1814 prefetto dell'Alta Loira.
Entrato in diplomazia, Eugène de Sartiges fu nominato nel 1830 addetto d'ambasciata a Roma; in seguito svolse le funzioni di segretario, di incaricato d'affari e di ministro plenipotenziario in Brasile, in Grecia, a Costantinopoli, in Persia, negli Stati Uniti d'America e nei Paesi Bassi. Nel 1834, durante il suo soggiorno nell'America del Sud, intraprese un lungo viaggio in Bolivia e in Perù che descrisse in seguito sotto lo pseudonimo di Lavandais nella Revue des Deux Mondes; nell'occasione riscoprì le rovine di Choquequirao e incontrò La Mariscala Francisca Zubiaga y Bernales, l'eccentrica moglie del presidente peruviano Agustín Gamarra.
Tra il 1864 e il 1868 Sartiges ricoprì il ruolo di ambasciatore francese a Roma, distinguendosi nei negoziati tra Napoleone III, Pio IX e Vittorio Emanuele II per la risoluzione della questione romana. Al termine della sua funzione fu eletto al senato del Secondo Impero, occupandone lo scranno fino alla dissoluzione del regime nel 1870 e ritirandosi in seguito a vita privata.